# Uno (álbum de Arco)
Uno es el disco debut de Arco el nuevo proyecto del artista español Antonio Arco que inició carrera en solitario tras la disolución de su anterior banda.
Su fecha de lanzamiento fue el 19 de febrero de 2016 y ocupó el puesto n.º 8 de la lista de ventas oficial de España durante esa semana, manteniéndose el mes restante entre los 100 discos más vendidos del país.
Uno está compuesto de 14 canciones.

## Lista de canciones
| N.º | Título                      | Duración |  |
| 1.  | «Un día perfecto»           | 4:28     |  |
| 2.  | «Equilibrio»                | 2:51     |  |
| 3.  | «Vivo»                      | 2:30     |  |
| 4.  | «Mamá»                      | 3:34     |  |
| 5.  | «Castillo de naipes»        | 3:27     |  |
| 6.  | «Reverso»                   | 3:00     |  |
| 7.  | «La vida entera»            | 3:14     |  |
| 8.  | «Estampado floral»          | 2:31     |  |
| 9.  | «Lo difícil»                | 3:09     |  |
| 10. | «Ciudad»                    | 3:03     |  |
| 11. | «Por la mañana y a la cara» | 3:05     |  |
| 12. | «Martillo y cincel»         | 3:40     |  |
| 13. | «Alegato»                   | 3:53     |  |
| 14. | «Una canción»               | 2:51     |  |

## Enlaces
- https://open.spotify.com/album/2Qjd3FONI5uY8A8BW5XcDl

- Datos: Q30919067